# Popens
Der Ort Popens ist ein Stadtteil von Aurich und liegt in Ostfriesland (Niedersachsen) in der Nähe des Ems-Jade-Kanals. 

## Geschichte
Popens war ursprünglich ländlich geprägt, ist aber inzwischen nahezu völlig in der städtischen Bebauung aufgegangen.
Am 1. Juli 1972 wurde Popens in die Stadt Aurich eingegliedert.

## Politik

### Ortsrat
Der Ortsrat, der den Auricher Ortsteil Popens vertritt, setzt sich aus fünf Mitgliedern zusammen. Die Ratsmitglieder werden durch eine Kommunalwahl für jeweils fünf Jahre gewählt. Die aktuelle Amtszeit begann am 1. November 2021 und endet am 31. Oktober 2026.
Bei der Kommunalwahl 2021 ergab sich folgende Sitzverteilung:
| Ortsrat 2021Insgesamt 5 Sitze - SPD: 2 - AWG: 1 - CDU: 2 |

### Ortsbürgermeister
Ortsbürgermeister ist Norbert Eilers (AWG).

## Kultur und Sehenswürdigkeiten

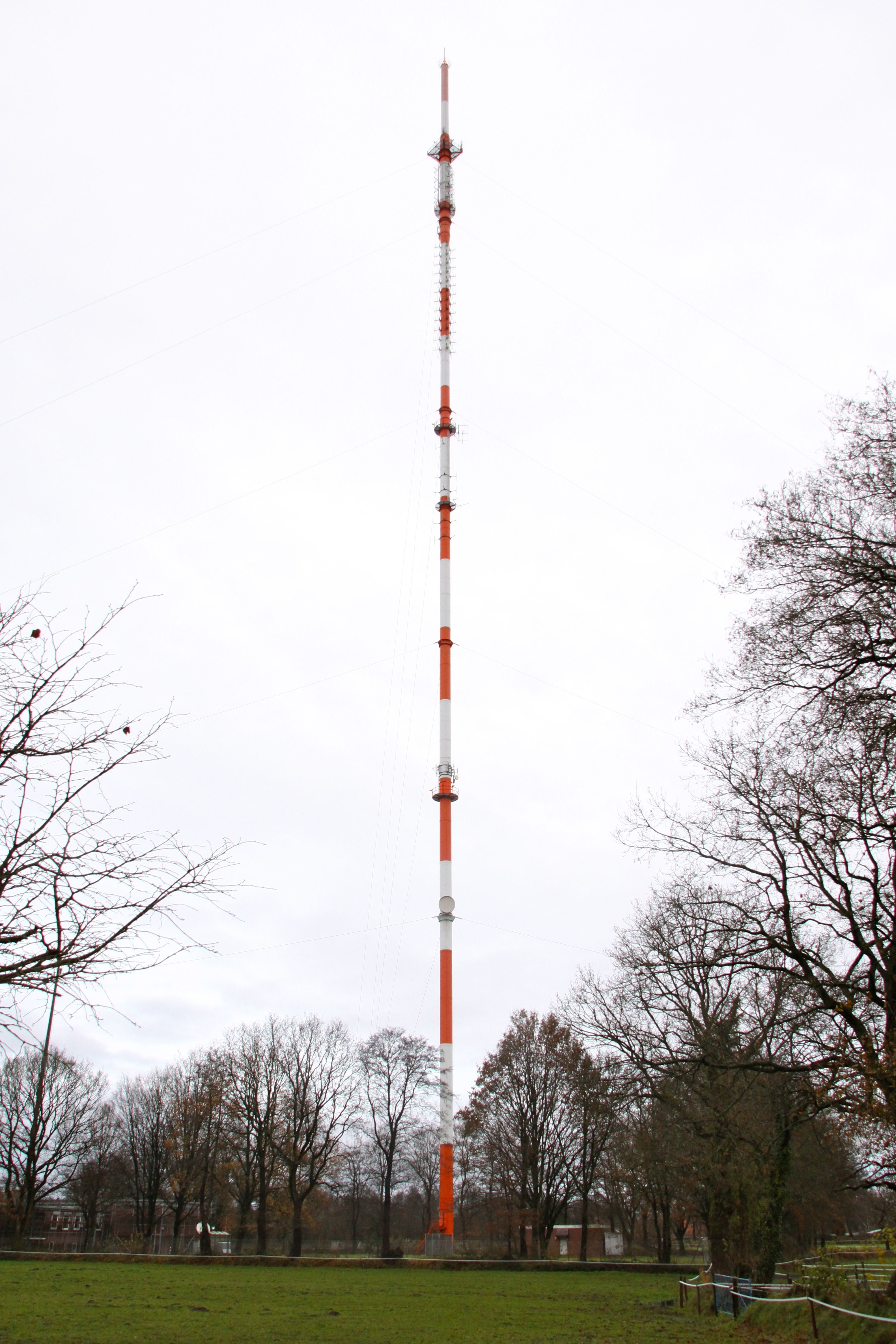
Sendemast in Popens

Zu den Besonderheiten im Stadtteil Popens gehört der 227 Meter hohe Sendemast des Grundnetzsenders Ostfriesland des NDR.